# Мухоловка бронзова
Мухоло́вка бронзова (Ficedula harterti) — вид горобцеподібних птахів родини мухоловкових (Muscicapidae). Ендемік Індонезії. Вид названий на честь німецького орнітолога Ернста Гартерта.

## Поширення і екологія
Бронзові мухоловки є ендеміками острова Сумба в архіпелазі Малих Зондських островів. Вони живуть у вологих тропічних лісах і чагарникових заростях на висоті до 930 м над рівнем моря. Живляться переважно комахами.